# 張祿 (正德進士)
張祿（1482年—？），字原學，號津西，山東濟南府德州平原縣人，民籍，明朝政治人物。

## 生平
山東鄉試第六十八名舉人。正德十六年（1521年）中式辛巳科會試第一百十八名，登第三甲第一百四十六名進士。授陈留知县，嘉靖五年（1526年）六月选授福建道試御史，七年巡按湖广，十年巡按大同，十二年被罢职閑住。十六年七月起升河南布政司右参议，晋按察司副使，二十六年九月被黜为民。

## 家族
曾祖張大公；祖父張志剛；父張忠，曾任所大使。前母杜氏；母陳氏。永感下。兄彪、毅、明、祥、成、清、錫（听选官）、瑞、逵、鉞。